# Krzysztof Spalik
Krzysztof Spalik, född 1961, är en polsk botaniker verksam vid Universitetet i Warszawa.
Auktorsnamnet Spalik kan användas för Krzysztof Spalik i samband med ett vetenskapligt namn inom botaniken; se Wikipediaartiklar som länkar till auktorsnamnet.